# Itzam Kʼan Ahk I
Itzam Kʼan Ahk I (pronunciación maya: [itsam kʼan ahk]), también conocido como Gobernante 2, fue un ajaw de Piedras Negras, un antiguo asentamiento maya en Guatemala. Gobernó durante el periodo Clásico Tardío, del 639 al 686 d. C. Hijo de Kʼinich Yoʼnal Ahk I, Itzam Kʼan Ahk I subió al trono cuando sólo tenía 12 años. Su reinado estuvo marcado por varias guerras, y parece haber tenido una conexión especial con Calakmul. Itzam Kʼan Ahk I murió pocos días antes del matrimonio de su hijo, que le sucedió como ajaw de Piedras Negras y adoptó el nombre de Kʼinich Yoʼnal Ahk II. Itzam Kʼan Ahk I dejó varios monumentos, entre ellos ocho estelas, tres paneles, un trono y una corta columna en forma de estela; esto lo convirtió en el más activo de los líderes de Piedras Negras en cuanto a la erección de monumentos.

## Biografía

### Reinado de Piedras Negras
tzam Kʼan Ahk I, también conocido como Gobernante 2, era hijo de Kʼinich Yoʼnal Ahk I y de Señora Tocado de Pájaro. Nacido el 22 de mayo de 626 (9.9.13.4.1 6 Imix 19 Sotzʼ en la Cuenta Larga), asumió el cargo de ajaw ("líder") de Piedras Negras en el año 639 d. C. (9.10.6.5.9 8 Muluk 2 Sip), unos dos meses después del fallecimiento de su padre y cuando sólo tenía 12 años. El título kʼinich se traduce como "cara de sol", y es una referencia a la creencia de los gobernantes del asentamiento de que eran los "señores del sol". Su nombre también incluía el elemento ahk ("tortuga"), que lo identificaba como miembro de la realeza. Más tarde, su sucesor, Itzam Kʼan Ahk II, se apropió de su nombre, posiblemente para reforzar la legitimidad de este último.
El reinado de Itzam Kʼan Ahk I estuvo marcado por la guerra y los actos de agresión. Gracias a los grabados de las estelas 35 y 37, se sabe que emprendió dos campañas militares victoriosas: una en el año 662 contra Santa Elena (en la que pudo haber capturado a una "muchacha de alto rango" o a un joven), y otra en el 669 contra un pueblo maya cuyo nombre se ha perdido. Otras pruebas de la fuerza militar de Itzam Kʼan Ahk I se sugieren en el panel 2, que representa a un ajaw de Piedras Negras rodeado de líderes de los estados cercanos, como Bonampak, Lacanha y el eterno rival de Piedras Negras, Yaxchilán. Aunque es probable que el ajaw representado en esta escena sea Yat Ahk I (que gobernó Piedras Negras mucho antes de la época de Itzam Kʼan Ahk I), los mayistas Simon Martin y Nikolai Grube sostienen que Itzam Kʼan Ahk I podría haber tallado el panel para enfatizar las similitudes entre él y su predecesor, a saber, su similar nivel de destreza política. Los dos estudiosos también señalan que Yaxchilán parece haber estado en una especie de Edad Oscura durante el reinado de Itzam Kʼan Ahk I, lo que aporta más pruebas a la idea de que estaba bajo el control de Piedras Negras.
Sin embargo, a pesar de toda la belicosidad durante su reinado, Flora Clancy señala que su enfoque en el cuidado de sus hijos "sugiere que [Itzam Kʼan Ahk I] también deseaba, y se esforzaba por lograr, condiciones pacíficas".

### Muerte
Al final de su vida, la salud de Itzam Kʼan Ahk I empezó a fallar y, reconociendo que su desaparición era inminente, dedicó gran parte de las energías que le quedaban a asegurarse de que su hijo Kooj (que significa "Puma") pudiera asumir el control de Piedras Negras. Para ello, organizó una ceremonia de boda entre Kooj y una princesa maya de la ciudad de Namaan llamada Señora K'atun Ajaw de Namaan (cuyo nombre significa "Reina de 20 años"). Aunque Itzam Kʼan Ahk I murió el 15 de noviembre de 686 (9.12.14.10.13 11 Ben 11 Kʼankʼin) -sólo cinco días antes de que pudiera celebrarse la ceremonia- su cadáver parece haber sido un "invitado de honor" en la boda. Itzam Kʼan Ahk I fue enterrado nueve días después de su muerte, y aunque se desconoce la ubicación de su tumba, las pistas del panel 15 (erigido por su hijo) sugieren que fue enterrado en algún lugar dentro de la estructura piramidal J-4. El 2 de enero de 687, Kooj -con el nombre regio de Kʼinich Yoʼnal Ahk II- asumió el control de la ciudad.

## Monumentos
Itzam Kʼan Ahk I erigió ocho estelas, tres paneles, un trono y una columna corta en forma de estela, lo que hace que su mandato como ajaw sea "el más prolífico en términos de patrocinio real en Piedras Negras", según Flora Clancy.

### Estela
La estela 33 fue la primera que se erigió y sirvió como monumento a la ascensión de Itzam Kʼan Ahk I. Tallada el 1 de diciembre de 642, esta estela representa al ajaw sentado en un cojín elevado; una "banda lisa" rodea su pecho, lo que, según Clancy, representa que está "atado al cargo". El líder se muestra únicamente de perfil, mirando hacia su derecha a una mujer que le ofrece "galas reales". Se suele considerar que esta mujer es su madre, aunque Mark Pitts señala que podría ser su esposa. O'Neil se inclina por el primer argumento y escribe que es probable que la madre de Itzam Kʼan Ahk I aparezca en la estela porque fue durante un tiempo regente de su hijo y, por tanto, tenía importancia política.
Itzam Kʼan Ahk I también levantó las estelas 32 (5 de noviembre de 647), 34 (9 de octubre de 652), 35 (18 de agosto de 662), 36 (23 de julio de 667), 37 (26 de junio de 672), 39 (31 de mayo de 677) y 38 (6 de mayo de 682).

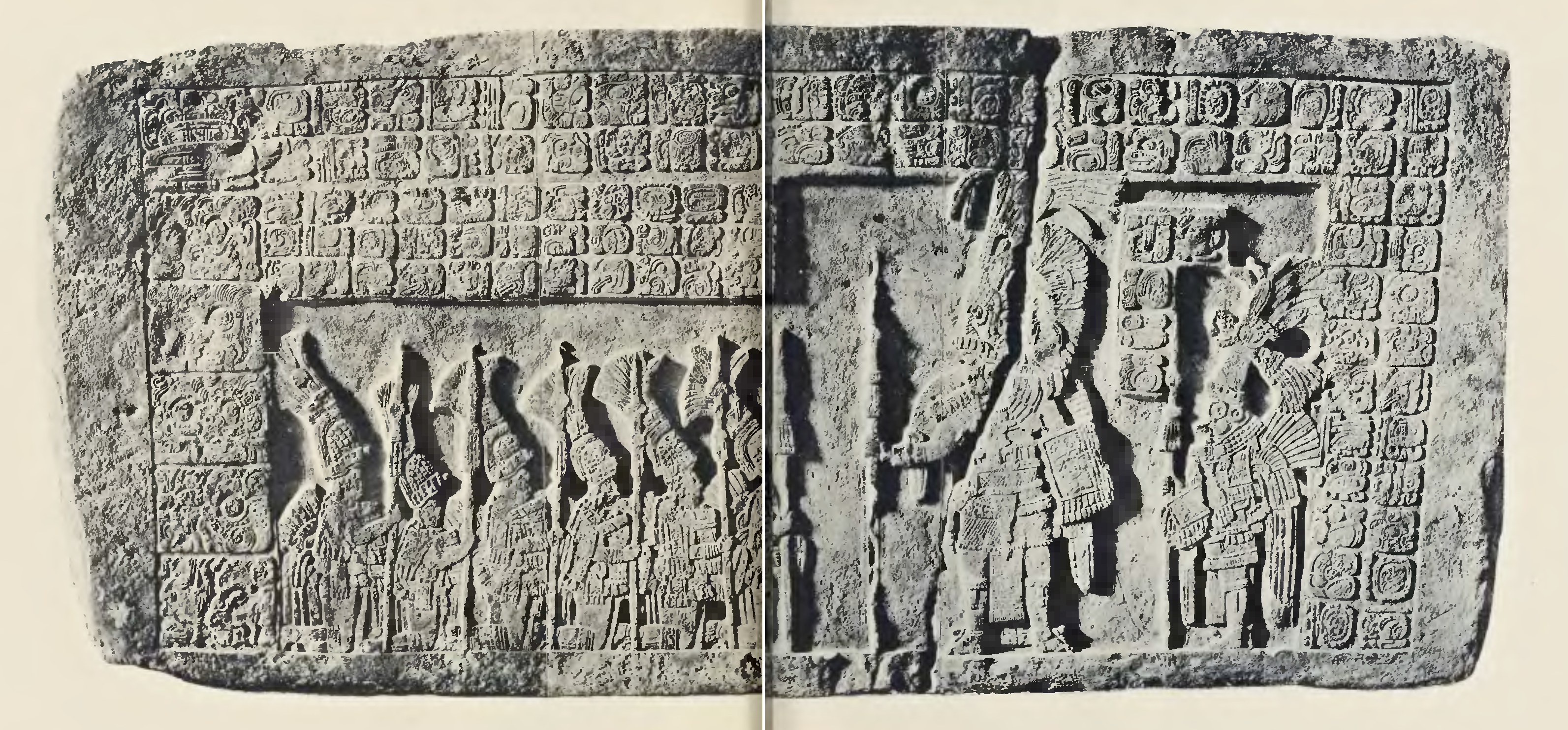
Tablero 2, construido por Itzam Kʼan Ahk I, describe Yat Ahk I siendo venerado por dirigentes de otro polities.